# 蟠龙洞化石区
蟠龙洞化石区，位于中国广东省云浮市云浮市云城区蟠龙风景区，为云浮市的一个市、县级文物保护单位，类型为古遗址，公布时间为1988年1月22日。
蟠龙洞化石区的历史年代为新石器时代晚期。